# Джозія Тугване
Джозія Тугване (англ. Josia Thugwane; нар. 15 квітня 1971) — південноафриканський легкоатлет, що спеціалізується на марафонському бігу, олімпійський чемпіон 1996 року.

## Кар'єра
| Рік             | Змагання         | Місто             | Місце           | Дисципліна       | Примітки        |
| Представник ПАР | Представник ПАР  | Представник ПАР   | Представник ПАР | Представник ПАР  | Представник ПАР |
| --------------- | ---------------- | ----------------- | --------------- | ---------------- | --------------- |
| 1996            | Олімпійські ігри | Атланта, США      | 1               | марафонський біг | 2:12:36         |
| 2000            | Олімпійські ігри | Сідней, Австралія | 20              | марафонський біг | 2:16:59         |
| 2001            | Чемпіонат світу  | Едмонтон, Канада  | —               | марафонський біг | DNF             |
| 2003            | Чемпіонат світу  | Париж, Франція    | —               | марафонський біг | DNF             |